# Пащино
Пащино (укр. Пащине; до 2025 года — Пашкино) — село,
Московско-Бобрикский сельский совет,
Сумский район,
Сумская область,
Украина.
Код КОАТУУ — 5922986904. Население по переписи 2001 года составляло 50 человек.

## Географическое положение
Село Пашкино находится около балки Попов Яр, в 2,5 км от села Московский Бобрик.
По селу протекает пересыхающий ручей с запрудой.